# تشارلي هيكمان
تشارلي هيكمان (بالإنجليزية: Charlie Hickman) هو لاعب كرة قاعدة أمريكي، ولد في 4 مارس 1876 في Taylorstown, Pennsylvania ‏ في الولايات المتحدة، وتوفي في 19 أبريل 1934 في مورغانتاون في الولايات المتحدة.

## وصلات خارجية
- تشارلي هيكمان على موقعبيزبول رفرنس.كوم (الدوري الرئيسي) (الإنجليزية)
- تشارلي هيكمان على موقعبيزبول رفرنس.كوم (الدوري الثانوي) (الإنجليزية)
- تشارلي هيكمان على موقع مشجعي الرسوم البيانية (الإنجليزية)